# Adonisea sulmula
Adonisea sulmula là một loài bướm đêm trong họ Noctuidae.